# 강릉정보공업고등학교
강릉정보공업고등학교(江陵情報工業高等學校)는 대한민국 강원특별자치도 강릉시 주문진읍 교항리에 있는 공립 고등학교이다.

## 학교 연혁
- 1969년 11월 22일 : 주문진 여자 상업 고등학교 설립인가 (상업과 3학급)
- 1970년 3월 2일 : 주문진여자상업고등학교 개교 및 입학생 (상업과 6학급)
- 1980년 3월 1일 : 주문진 여자 종합 고등학교로 교명 변경 (보통과 2학급 , 상업과 3학급, 정보처리과 1학급, 총 18학급 인가)
- 1989년 3월 1일 : 주문진 여자 중학교와의 병설학교 분리
- 1996년 3월 1일 : 주문진실업고등학교로 교명 변경
- 2001년 3월 1일 : 강릉정보공업고등학교로 교명 변경
- 2017년 3월 1일 : 학과 개편 (멀티미디어과, 디지털정보처리과 → 소프트웨어과)
- 2018년 3월 1일 : 학과 개편 (전자미디어통신과 → 신재생에너지과, 자동차크리닉과 → 그린자동차과)
- 2019년 3월 1일 : 학과 개편(식품과학과 → 조리제빵과)
- 2025년 1월 6일 : 제53회 졸업식 54명(누적인원 11,093명)
- 2025년 3월 1일 : 제24대 최기원 교장 취임
- 2025년 3월 4일 : 2025학년도 입학생 54명

## 설치 학과
- 보건간호과
- 소프트웨어과
- 신재생에너지과
- 조리제빵과
- 그린자동차과
- 미용디자인과

## 참고 자료
- 강릉정보공업고등학교 - 한국교육학술정보원 학교알리미